# Filipe Luís
Filipe Luís Kasmirski (Jaraguá do Sul, 9 augustus 1985) is een voormalig Braziliaans voetballer die doorgaans als verdediger speelde. Filipe debuteerde in 2009 in het Braziliaans voetbalelftal. Naast de Braziliaanse bezit hij ook de Italiaanse nationaliteit. Hij heeft Italiaanse, Oostenrijkse en Poolse (voor)ouders. Sinds 2024 is hij hoofdtrainer van Flamengo.

## Carrière
Filipe begon zijn loopbaan bij Figueirense FC uit Florianópolis in zijn geboorteland Brazilië. In 2003 debuteerde hij in het Campeonato Brasileiro. In 2004 speelde Filipe er nog een half seizoen en vertrok in de zomer op huurbasis naar Ajax. Hij werd door de Amsterdammers gescout op het Toulon Espoirs-toernooi. Hij moest op termijn zijn landgenoot Maxwell gaan vervangen. Hij kon echter niet overtuigen en mede door een bovenarmbreuk eind februari 2005 werd de optie tot koop medio 2005 niet gelicht.
Ondanks zijn armbreuk verkreeg Filipe in mei een uitnodiging voor het WK onder 20 van 2005 in Nederland. Hij was de enige Braziliaan die in het buitenland actief was. Filipe was in de selectie van Renê Weber geen vaste kracht en speelde twee wedstrijden en in totaal iets meer dan dertig minuten; de laatste groepswedstrijd tegen Zuid-Korea in Emmen en de troostfinale tegen Marokko in Utrecht.
Op 18 augustus 2005 tekende Filipe een contract bij CA Rentistas uit Montevideo in Uruguay. Zes dagen later werd hij alweer gecontracteerd door Real Madrid. Op huurbasis ging hij spelen voor het tweede van Real, Real Madrid Castilla, in de Segunda División. Met zevenendertig competitiewedstrijden en sterk spel viel hij op en voor het seizoen 2006/07 huurde Deportivo de La Coruña hem, wederom van Rentistas. Aanvankelijk werd hij voor een jaar gehuurd met een optie tot koop voor €2.000.000,-. In 2007/08 werd hij andermaal gehuurd door de Galiciërs, nog steeds met de optie tot koop. Op 10 juni 2008 lichtte Deportivo uiteindelijk de optie tot koop en Luis Filipe tekende er een contract tot 2013.
Filipe Luis verruilde Deportivo in 2010 voor Atlético Madrid. Hiervoor speelde hij in de volgende vier seizoenen meer dan honderdvijfentwintig competitiewedstrijden. Hij won met Atlético in 2012 de UEFA Super Cup, in het seizoen 2011/12 de UEFA Europa League, in 2012/13 de Copa del Rey en in 2013/14 het Spaanse landskampioenschap. Hij behaalde in 2013/14 ook de finale van de UEFA Champions League met de club, maar verloor daarin van Real Madrid.
Filipe Luis tekende in juli 2014 een vierjarig contract bij Chelsea FC dat circa €25.000.000,-  voor hem betaalde aan Atlético Madrid. Hier verloor hij de concurrentie voor een basisplaats. Hij werd in zijn eerste jaar met Chelsea zowel kampioen van de Premier League als winnaar van de League Cup. Hieraan droeg hij bij in vijftien competitiewedstrijden en vijf bekerwedstrijden.
Filipe Luis keerde in juli 2015 terug naar Atlético Madrid, waar hij ditmaal tekende tot medio 2019. De club betaalde circa €16.000.000,- voor hem aan Chelsea. Hij speelde opnieuw meer dan honderd wedstrijden voor de Spaanse club en voegde daarin de Europa League 2017/18 en de UEFA Super Cup 2018 aan zijn erelijst toe.
In juli 2019 tekende Filipe een tweejarig contract bij CR Flamengo, waar hij in korte tijd het Braziliaans landskampioenschap, het staatskampioenschap van Rio de Janeiro, de Braziliaanse supercup, de Copa Libertadores en de Recopa Sudamericana won.

## Statistieken
| Seizoen | Club                     | Competitie       | Duels | Doelp. |
| ------- | ------------------------ | ---------------- | ----- | ------ |
| 2003    | Figueirense              | Série A          | 7     | 1      |
| 2004    | Figueirense              | Série A          | 17    | 0      |
| 2004/05 | → Ajax                   | Eredivisie       | 0     | 0      |
| 2005/06 | CA Rentistas             | Primera División | 0     | 0      |
| 2005/06 | → Real Madrid Castilla   | Segunda División | 37    | 0      |
| 2006/07 | → Deportivo de La Coruña | Primera División | 19    | 0      |
| 2007/08 | → Deportivo de La Coruña | Primera División | 20    | 0      |
| 2008/09 | Deportivo de La Coruña   | Primera División | 38    | 2      |
| 2009/10 | Deportivo de La Coruña   | Primera División | 19    | 3      |
| 2010/11 | Atlético Madrid          | Primera División | 27    | 1      |
| 2011/12 | Atlético Madrid          | Primera División | 36    | 0      |
| 2012/13 | Atlético Madrid          | Primera División | 32    | 1      |
| 2013/14 | Atlético Madrid          | Primera División | 32    | 0      |
| 2014/15 | Chelsea                  | Premier League   | 15    | 0      |
| 2015/16 | Atlético Madrid          | Primera División | 32    | 1      |
| 2016/17 | Atlético Madrid          | Primera División | 34    | 3      |
| 2017/18 | Atlético Madrid          | Primera División | 20    | 1      |
| 2018/19 | Atlético Madrid          | Primera División | 27    | 2      |
| 2019    | Flamengo                 | Série A          | 0     | 0      |
| Totaal  | Totaal                   | Totaal           | 312   | 15     |

## Interlandcarrière
Filipe speelde meerdere interlands voor Brazilië. Op 7 augustus 2009 ontving hij voor het eerst een uitnodiging voor het nationaal elftal. Bondscoach Dunga selecteerde hem voor het duel tegen Estland als vervanger voor Marcelo. Zijn debuut maakte hij echter op 15 oktober 2009, in een WK-kwalificatiewedstrijd tegen Venezuela. Sinds 2014, na afloop van het wereldkampioenschap in eigen land, is Luís een vaste waarde in het Braziliaans elftal. Op 17 november 2015 maakte hij in zijn 21ste interland zijn eerste interlanddoelpunt. Het was het derde doelpunt in een 3–0 overwinning op Peru in het kwalificatietoernooi voor het wereldkampioenschap voetbal 2018.
| Interlands van Filipe voor Brazilië | Interlands van Filipe voor Brazilië | Interlands van Filipe voor Brazilië | Interlands van Filipe voor Brazilië | Interlands van Filipe voor Brazilië | Interlands van Filipe voor Brazilië | Interlands van Filipe voor Brazilië |
| №                                   | Datum                               | Wedstrijd                           | Uitslag                             | Soort wedstrijd                     | Doelpunten                          |                                     |
| Als speler bij Deportivo La Coruña  | Als speler bij Deportivo La Coruña  | Als speler bij Deportivo La Coruña  | Als speler bij Deportivo La Coruña  | Als speler bij Deportivo La Coruña  | Als speler bij Deportivo La Coruña  | Als speler bij Deportivo La Coruña  |
| ----------------------------------- | ----------------------------------- | ----------------------------------- | ----------------------------------- | ----------------------------------- | ----------------------------------- | ----------------------------------- |
| 1.                                  | 15 oktober 2009                     | Brazilië – Venezuela                | 0 – 0                               | Kwalificatie WK 2010                |                                     |                                     |
| 2.                                  | 6 februari 2013                     | Engeland – Brazilië                 | 2 – 1                               | Vriendschappelijk                   |                                     |                                     |
| 3.                                  | 21 maart 2013                       | Italië – Brazilië                   | 2 – 2                               | Vriendschappelijk                   |                                     |                                     |
| 4.                                  | 2 juni 2013                         | Brazilië – Engeland                 | 2 – 2                               | Vriendschappelijk                   |                                     |                                     |
| 5.                                  | 5 september 2014                    | Brazilië – Colombia                 | 1 – 0                               | Vriendschappelijk                   |                                     |                                     |
| 6.                                  | 9 september 2014                    | Brazilië – Ecuador                  | 1 – 0                               | Vriendschappelijk                   |                                     |                                     |
| 7.                                  | 11 oktober 2014                     | Brazilië – Argentinië               | 2 – 0                               | Vriendschappelijk                   |                                     |                                     |
| 8.                                  | 14 oktober 2014                     | Brazilië – Japan                    | 4 – 0                               | Vriendschappelijk                   |                                     |                                     |
| 9.                                  | 12 november 2014                    | Turkije – Brazilië                  | 0 – 4                               | Vriendschappelijk                   |                                     |                                     |
| 10.                                 | 18 november 2014                    | Oostenrijk – Brazilië               | 1 – 2                               | Vriendschappelijk                   |                                     |                                     |
| 11.                                 | 26 maart 2015                       | Frankrijk – Brazilië                | 1 – 3                               | Vriendschappelijk                   |                                     |                                     |
| 12.                                 | 29 maart 2015                       | Brazilië – Chili                    | 1 – 0                               | Vriendschappelijk                   |                                     |                                     |
| 13.                                 | 7 juni 2015                         | Brazilië – Mexico                   | 2 – 0                               | Vriendschappelijk                   |                                     |                                     |
| 14.                                 | 10 juni 2015                        | Brazilië – Honduras                 | 1 – 0                               | Vriendschappelijk                   |                                     |                                     |
| 15.                                 | 14 juni 2015                        | Brazilië – Peru                     | 2 – 1                               | Copa América                        |                                     |                                     |
| 16.                                 | 17 juni 2015                        | Brazilië – Colombia                 | 0 – 1                               | Copa América                        |                                     |                                     |
| 17.                                 | 21 juni 2015                        | Brazilië – Venezuela                | 2 – 1                               | Copa América                        |                                     |                                     |
| 18.                                 | 27 juni 2015                        | Brazilië – Paraguay                 | 1 – 1                               | Copa América                        |                                     |                                     |
| 19.                                 | 13 oktober 2015                     | Brazilië – Venezuela                | 3 – 1                               | Kwalificatie WK 2018                |                                     |                                     |
| 20.                                 | 13 november 2015                    | Argentinië – Brazilië               | 1 – 1                               | Kwalificatie WK 2018                |                                     |                                     |
| 21.                                 | 17 november 2015                    | Brazilië – Peru                     | 3 – 0                               | Kwalificatie WK 2018                | 77'                                 |                                     |

Bijgewerkt op 20 november 2015.

## Erelijst
| Competitie                    |                 |                  |                 |                 |
| Competitie                    | Aantal          | Jaren            |                 |                 |
| Atlético Madrid               | Atlético Madrid | Atlético Madrid  | Atlético Madrid | Atlético Madrid |
| ----------------------------- | --------------- | ---------------- | --------------- | --------------- |
| Continentaal                  |                 |                  |                 |                 |
| UEFA Europa League            | 2x              | 2011/12, 2017/18 |                 |                 |
| UEFA Super Cup                | 2x              | 2012, 2018       |                 |                 |
| Nationaal                     |                 |                  |                 |                 |
| Primera División              | 1x              | 2013/14          |                 |                 |
| Copa del Rey                  | 1x              | 2012/13          |                 |                 |
| Chelsea                       |                 |                  |                 |                 |
| Premier League                | 1x              | 2015             |                 |                 |
| Football League Cup           | 1x              | 2014/15          |                 |                 |
| Flamengo                      |                 |                  |                 |                 |
| Continentaal                  |                 |                  |                 |                 |
| CONMEBOL Libertadores         | 1x              | 2019             |                 |                 |
| CONMEBOL Recopa               | 1x              | 2020             |                 |                 |
| Nationaal                     |                 |                  |                 |                 |
| Campeonato Brasileiro Série A | 1x              | 2019             |                 |                 |
| Supercopa do Brasil           | 1x              | 2020             |                 |                 |
| Campeonato Carioca            | 1x              | 2020             |                 |                 |
| Brazilië                      |                 |                  |                 |                 |
| FIFA Confederations Cup       | 1x              | 2013             |                 |                 |
| CONMEBOL Copa América         | 1x              | 2019             |                 |                 |

1 Jefferson ·
2 Dani Alves ·
3 Thiago Silva  ·
4 David Luiz ·
5 Fernando ·
6 Marcelo ·
7 Leiva ·
8 Hernanes ·
9 Fred ·
10 Neymar ·
11 Oscar ·
12 Júlio César ·
13 Dante Bonfim ·
14 Filipe Luís ·
15 Jean ·
16 Réver ·
17 Luiz Gustavo ·
18 Paulinho ·
19 Hulk ·
20 Bernard ·
21 Jô ·
22 Diego Cavalieri ·
23 Jádson ·
Coach: Scolari
1 Alisson ·
2 Thiago Silva ·
3 Miranda ·
4 Marquinhos ·
5 Casemiro ·
6 Filipe Luís ·
7 Neres ·
8 Arthur ·
9 Gabriel Jesus ·
10 Willian ·
11 Coutinho ·
12 Alex Sandro ·
13 Dani Alves  ·
14 Militão ·
15 Allan ·
16 Cássio ·
17 Fernandinho ·
18 Paquetá ·
19 Éverton ·
20 Firmino ·
21 Richarlison ·
22 Fagner ·
23 Ederson ·
Coach: Tite